# Descendants 3
Pour les articles homonymes, voir Descendant.
Série Descendants
Descendants 2
(2017) L'Ascension de Red
(2024)
Pour plus de détails, voir Fiche technique et Distribution.
Descendants 3 est un téléfilm américain de la collection des Disney Channel Original Movie réalisé par Kenny Ortega et diffusé le 2 août 2019 sur Disney Channel.
Il s'agit du troisième film de la franchise Descendants, qui s'inspire des personnages des films du studio Walt Disney Pictures en mettant en scène leurs descendants, et du dernier volet de la trilogie principale. Il est également dédié à la mémoire de l'acteur Cameron Boyce, l'interprète de Carlos d'Enfer, décédé avant la diffusion.
Dans ce troisième volet, Mal (Dove Cameron) est sur le point de devenir la nouvelle Reine d'Auradon après avoir été demandée en mariage par Ben (Mitchell Hope). Cette nouvelle rend la princesse Audrey (Sarah Jeffery) folle de rage. Elle s'infiltre dans le musée du royaume et dérobe le sceptre de Maléfique qui lui permet d'acquérir de nombreux pouvoirs magiques. Pour l'affronter, Mal et sa bande vont devoir s'allier à d'anciens ennemis, comme Uma (China Anne McClain) ou encore Hadès (Cheyenne Jackson), pour ce combat qui pourrait sceller l'avenir d'Auradon.

## Synopsis
Mal, Evie, Jay et Carlos visitent l'île de l'oubli pour choisir quatre nouveaux enfants méchants (VK) à emmener à Auradon. Ils choisissent Java, petite-fille de Madame de 
Tremaine, Celia, fille du Dr Facilier, et Asticot et Vermisseau, les fils jumeaux de M. Mouche. Le jour où les enfants doivent être récupérés, Mal s'inquiète du fait qu'Uma soit en liberté, et Ben, le petit ami de Mal et le roi d'Auradon, lui demande sa main, et elle accepte. L'ex-petite amie de Ben, Audrey, bouillonne de jalousie et sa grand-mère, la reine Leah, la réprimande pour ne pas avoir préservé l'héritage familial en épousant Ben.
Lorsque la barrière est ouverte pour les nouveaux VK, Hadès, le dieu des enfers, tente de s'échapper, mais Mal le repousse sous sa forme de dragon. Cette nuit-là, incapable de contenir sa jalousie envers Mal, Audrey vole la couronne de la reine et le sceptre de Maléfique au musée. Le vol et la tentative d'évasion d'Hadès font paniquer les citoyens. Mal, en tant que future reine, décide que la meilleure façon de protéger les sujets et de rétablir la paix est de fermer définitivement la barrière, ce qui signifie qu'aucun nouveau VK ne peut venir, ni personne ne peut entrer sur l'île.
Audrey attaque Mal avec le sceptre de Maléfique, la transformant en une vieille sorcière. Mal et les autres VK se rendent sur l'île pour récupérer la braise d'Hadès, la seule chose assez puissante pour briser la malédiction du sceptre. Mal est restaurée en entrant sur l'île en raison de la suppression de la magie maléfique là-bas. Celia fait entrer Mal dans l'antre d'Hadès, mais il contrecarre leurs efforts pour voler la braise. Il se révèle être le père absent de Mal et lui donne à contrecœur la braise, l'avertissant qu'elle ne doit pas être mouillée et ne montrera pas ses pleins pouvoirs pour elle. En quittant l'île, Mal et les autres sont arrêtés par Uma, Gil et Harry, qui prennent l'Ember. Ils acceptent d'aider après que Mal ait accepté de libérer tous les enfants de l'île.
À Auradon, Audrey attaque la fête d'anniversaire de Jane avec une malédiction du sommeil ; Chad s'aligne avec Audrey, tandis que Jane s'échappe dans le lac enchanté. Alors que tout le royaume tombe sous le charme d'Audrey, elle propose de l'inverser si Ben l'épouse; il refuse, alors elle le transforme en bête et commence à transformer les gens en pierre. Mal et Uma, en lice pour la direction des VK, retournent à Auradon avec leurs amis. Malgré leurs chamailleries, ils travaillent ensemble pour vaincre les armures animées par Audrey. Uma trouve le journal d'Audrey et apprend qu'elle passe du temps à Fairy Cottage, une contribution pour laquelle Mal la remercie. Evie, nerveuse à l'idée de définir ses sentiments pour Doug, le réveille avec "le baiser du véritable amour". Après avoir trouvé Ben sous forme de bête, Carlos le calme jusqu'à ce que Jane le restaure avec de l'eau du lac. Alors que Mal et Uma fondent l'une vers l'autre, Audrey les piège dans la maison d'Evie. ils inversent le sort d'Audrey en combinant leur magie, et ils se réunissent tous là-bas.
Au Fairy Cottage, ils ne trouvent qu'un Chad en état de choc. Lorsque Mal admet qu'elle envisage de sceller définitivement l'île, le groupe implose et Celia, apprenant qu'elle ne pourra plus jamais revoir son père, jette la braise dans un bain d'oiseaux, et Uma et Harry partent. Après qu'Evie ait dit à Mal à quel point elle était bouleversée d'avoir menti à elle et à leurs amis, ils sont tous soudainement transformés en pierre, à l'exception de Mal. Audrey prend Celia en otage et attaque Mal, qui se transforme en sa forme de dragon. Réalisant qu'elle est le seul espoir de Mal, Uma combine leur magie pour rallumer la braise; Mal surmonte Audrey, qui tombe dans le coma, et les malédictions sont levées. La braise pourrait ranimer Audrey, mais seulement entre les mains d'Hadès ; Ben accepte de l'envoyer chercher, tandis qu'Uma, Harry, Gil et Celia prévoient de retourner sur l'île. Mal s'excuse d'avoir menti; ses amis et anciens rivaux lui pardonnent car ils ont compris qu'elle essayait juste de faire la bonne chose. Hadès arrive et fait revivre Audrey, mais dénonce le double standard par lequel Audrey est immédiatement pardonnée car elle n'est pas considérée comme une méchante. Mal et Ben s'excusent auprès d'Audrey; en réponse, Audrey s'excuse auprès de Mal.
Mal annonce qu'elle ne peut pas être la reine d'Auradon à moins qu'elle ne puisse aussi être la reine de l'île car tout le monde est capable d'être bon et mauvais. Avec l'approbation de Ben et de la fée marraine, Mal supprime la barrière et crée un pont, et les gens de la société nouvellement fusionnée célèbrent. De plus, Jane et Carlos deviennent officiels, Mal et Ben sont fiancés et Audrey a des yeux pour Harry (après qu'Uma l'ait rejeté).
Dans la scène de mi-crédits, Mal, Evie, Jay et Carlos sont vus en train de regarder l'île des perdus; puis traversant le pont en courant vers leurs parents.

## Fiche technique
- Titre original : Descendants 3
- Réalisation : Kenny Ortega
- Scénario : Josann McGibbon et Sara Parriott, d'après les personnages des films du studio Walt Disney Pictures
- Photographie : Adam Santelli
- Montage : Don Brochu
- Musique : David Lawrence
- Décors : Mark Hofeling
- Costumes : Kara Saun
- Chorégraphie : Kenny Ortega et Jamal Sims
- Casting : Jason LaPadura, Natalie Hart et Kendra Patterson
- Production : Shawn Williamson, Lisa Towers et Arielle Boisvert
- Producteurs délégués : Kenny Ortega, Wendy Japhet, Susan Cartsonis, Josann McGibbon et Sara Parriott
- Sociétés de production : Bad Angels Productions, A 5678 Production et Disney Channel
- Sociétés de distribution : Disney Channel (télévision) ; The Walt Disney Company (globale)
- Pays d’origine :  États-Unis
- Langue originale : anglais
- Format : couleur
- Genre : Musical et fantastique
- Durée : 108 minutes
- Dates de sortie :
  -  États-Unis : 2 août 2019 sur Disney Channel (première diffusion) / 6 août 2019 (sortie DVD)
  -  Québec : 6 août 2019 (sortie DVD) / octobre 2019 sur La Chaîne Disney (première diffusion)
  -  France : 22 octobre 2019 sur Disney Channel France (première diffusion) / 30 octobre 2019 (sortie DVD)
  -  Belgique : octobre 2019 sur Disney Channel Belgique / 30 octobre 2019 (sortie DVD)

 Sauf indication contraire, les informations mentionnées dans cette section peuvent être confirmées par la base de données cinématographiques IMDb,  présente dans la section « Liens externes ».

## Distribution

### Les descendants
- Dove Cameron (VFB : Nancy Philippot) : Mal, la fille de Maléfique et d'Hadès
- Sofia Carson (VFB : Mélanie Dermont) : Evie, la fille de la Méchante Reine
- Booboo Stewart (VFB : Pierre Lognay) : Jay, le fils de Jafar
- Cameron Boyce (VFB : Maxime Van Santfoort) : Carlos d'Enfer, le fils de Cruella d'Enfer (Carlos De Vil en V.O.)
- Mitchell Hope (VFB : Pierre Le Bec) : le roi Benjamin « Ben », le fils de Belle et La Bête
- China Anne McClain (VFB : Mélissa Windal) : Uma, la fille d'Ursula
- Sarah Jeffery (VFB : Laura Masci) : la princesse Audrey, la fille de la princesse Aurore et du prince Philippe
- Jadah Marie : Celia Facilier, la fille du Dr Facilier et la sœur de Freddie
- Thomas Doherty (VFB : Antoni Lo Presti) : Harry Crochet, le fils du Capitaine Crochet et le frère de CJ (Harry Hook en V.O.)
- Dylan Playfair (VFB : Alexandre Crépet) : Gil, le fils de Gaston
- Jedidiah Goodacre (VFB : Maxime Donnay) : le prince Chad Charmant, le fils de Cendrillon et du Prince Charmant (Chad Charming en V.O.)
- Brenna D'Amico (VFB : Laetitia Liénart) : Jane, la fille de la Fée marraine
- Zachary Gibson (VFB : Alessandro Bevilacqua) : Doug, le fils de Simplet
- Anna Cathcart (VFB : Clara Mullenaerts) : Java Trémaine, la fille de Javotte Tremaine (Dizzy en V.O.)
- Christian Convery : Asticot, le premier fils de Monsieur Mouche (Squeaky en V.O.)
- Luke Roessler : Vermisseau, le second fils de Monsieur Mouche (Squirmy en V.O.)

### Les méchants
- Cheyenne Jackson (VFB : Michelangelo Marchese) : Hadès
- Jamal Sims : Dr Facilier
- Linda Ko : Lady Trémaine
- Faustino Di Bauda : Monsieur Mouche (Smee en V.O.)

### Les gentils
- Keegan Connor Tracy (VFB : Maia Baran) : Belle
- Dan Payne (VFB : Philippe Allard) : Adam, la Bête
- Melanie Paxson (VFB : Marcha Van Boven) : la Fée marraine
- Judith Maxie : la reine Leah, la mère d'Aurore

### Les autres personnages
- Bobby Moynihan (VFB : Olivier Prémel) : Camarade (voix, Dude en V.O.)

## Production

### Développement
En février 2018, plusieurs sites professionnels annoncent le début du développement d'un troisième téléfilm sous le titre de travail The Big Sleep puis quelques jours après, un site répertoriant les tournages à Vancouver annonce le début du tournage pour le 16 mai 2018.
Le 16 février 2018, Disney Channel annonce officiellement le lancement de la production avec la diffusion d'un teaser à la fin du téléfilm Zombies. Les scénaristes des deux premiers volets, Josann McGibbon et Sara Parriott, seront également de retour ainsi que Kenny Ortega, réalisateur, producteur exécutif et chorégraphe des deux premiers, qui reprendra ses fonctions.
Il est également dévoilé que le film introduira le père de Mal et sera diffusé en été 2019.
En mai 2018, Dove Cameron annonce avoir enregistré sa toute dernière chanson pour l'univers Descendants, laissant penser que ce volet pourrait être le dernier de la franchise. En août 2018, Sofia Carson confirme sur le tapis rouge des MTV Video Music Awards que le téléfilm est prévu pour être le dernier.
Le 31 mai 2019, Disney Channel dévoile la première chanson du téléfilm, Good To Be Bad, et annonce sa première diffusion pour le 2 août 2019.
Le 11 juillet 2019, la chaîne annonce l'annulation de l'avant-première du téléfilm, prévue pour le 22 juillet 2019 à Los Angeles, à la suite du décès de Cameron Boyce, l'interprète de Carlos d'Enfer. Elle confirme également que le téléfilm sera dédié à la mémoire de l'acteur.

### Distribution des rôles
Lors de l'annonce officielle du téléfilms, Dove Cameron, Sofia Carson, Booboo Stewart, Cameron Boyce, Mitchell Hope et China Anne McClain sont les premiers acteurs à être confirmés à la distribution.
Le 20 avril 2018, il est annoncé que Thomas Doherty et Dylan Playfair reprendront leurs rôles dans le troisième volet. Sarah Jeffery, qui interprétait la princesse Audrey dans le premier volet et qui était absente dans le second à cause du tournage de la série Shades of Blue, sera également de retour.
Le 4 mai 2018, il est annoncé que le Dr Facilier du film La Princesse et la Grenouille et sa fille seront introduits dans le film. Ils seront interprétés respectivement par Jamal Sims et Jadah Marie. Le retour d'Anna Cathcart dans le rôle de Java Tremaine est également confirmé.
Le 21 mai 2018, le reste de la distribution est dévoilée. L'acteur Cheyenne Jackson sera Hadès du film Hercule et les jeunes acteurs Christian Convery et Luke Roessler seront les fils de Monsieur Mouche. Les retours de Zachary Gibson, Keegan Connor Tracy, Dan Payne, Melanie Paxson et Judith Maxie sont également annoncés.

### Tournage
Le tournage a débuté le 16 mai 2018 à Vancouver au Canada.

## Bande-originale
Singles
1. Good to Be Bad
Sortie : 31 mai 2019
2. VK Mashup
Sortie : 19 juillet 2019

Liste des titres
1. Good to Be Bad - Dove Cameron, Sofia Carson, Cameron Boyce et Booboo Stewart
2. Queen of Mean - Sarah Jeffery
3. Do What You Gotta Do - Dove Cameron et Cheyenne Jackson
4. Night Falls - Dove Cameron, China Anne McClain, Sofia Carson, Cameron Boyce, Booboo Stewart, Thomas Doherty et Dylan Playfair
5. One Kiss - Sofia Carson, Dove Cameron et China Anne McClain
6. My Once Upon a Time - Dove Cameron
7. Break This Down - Dove Cameron, China Anne McClain, Sofia Carson, Cameron Boyce, Booboo Stewart, Sarah Jeffery, Mitchell Hope, Jadah Marie, Thomas Doherty, Dylan Playfair, Brenna D'Amico et Zachary Gibson
8. Dig a Little Deeper - China Anne McClain
9. Did I Mention - Mitchell Hope
10. Rotten to the Core (D3 Remix) - Dove Cameron, Sofia Carson, Cameron Boyce, Booboo Stewart, China Anne McClain, Sarah Jeffery, Thomas Doherty et Jadah Marie
11. Happy Birthday - Sarah Jeffery
12. VK Mashup - Dove Cameron, Sofia Carson, Cameron Boyce et Booboo Stewart
13. Descendants 3 Score Suite - David Lawrence

- Contrairement au deux premiers téléfilms, dans lesquels le chanteur Jeff Lewis chantait à sa place, Mitchell Hope chante réellement dans le troisième volet.

## Autour du téléfilm

### Courts-métrages prologues
Le 28 septembre 2018, Disney Channel a diffusé un court métrage télévisé intitulé Sous l'Océan : Une histoire de Descendants. Ce dernier sert d'introduction au téléfilm.
Dove Cameron, China Anne McClain, Thomas Doherty, Dylan Playfair et Anna Cathcart sont les seuls acteurs de la franchise présent dans le court-métrage qui contient une reprise de la chanson Stronger (What Doesn't Kill You) de Kelly Clarkson interprétée par Cameron et McClain, en tant que numéro musical.
Le 5 juillet 2019, un second court métrage est diffusé par la chaîne. Intitulé L'Histoire des Descendants : Vu par Audrey, il met en scène Audrey qui se prépare à faire son retour à Auradon. Il permet de résumer les événements des deux premiers téléfilms et d'introduire le retour d'Audrey.

### Le Mariage royal
Bien que ce troisième volet soit le dernier de la trilogie, Disney Channel annonce la production d'un television special animé en mars 2021. Intitulé Descendants : Le Mariage royal, ce court-métrage fait suite à Descendants 3 et suit le mariage de Mal avec Ben. Il sert également de conclusions aux aventures de Mal, Evie, Jay et leurs entourage.
Les acteurs des téléfilms prêtent leurs voix à leurs personnages dans ce court-métrage qui est également dédié à la mémoire de Cameron Boyce. Il a été diffusé durant l'été 2021.

## Accueil

### Audience
Le 2 août 2019, lors de sa première diffusion sur Disney Channel, le téléfilm réunit 4,59 millions de téléspectateurs, devenant le programme le plus regardé de la soirée sur le câble. C'est également le premier programme à obtenir des audiences aussi fortes parmi toutes les cibles démographique de la chaîne en deux ans, le dernier étant le précédent volet, Descendants 2.
Trois jours après sa diffusion, il est annoncé que le téléfilm a atteint les 8,3 millions de téléspectateurs via les enregistrements sur box et les visionnages en streaming.

### Critiques
Le film a reçu des critiques positives sur l'agrégateur de critiques Rotten Tomatoes, avec une moyenne de 83 % de critiques positives sur la base de 6 critiques collectées.

## Produits dérivés
Étant une production Disney, le téléfilm aura le droit, comme les précédents volet, à de nombreux produits dérivés (costumes, vêtements, jouets, etc.) principalement vendu chez Disney Store.
Comme les deux premiers téléfilms, qui était précédés par des romans leurs servant de préquel, Descendants 3 est précédé par le roman Panique sur l'Île de l'Oubli , toujours écrit par la romancière américaine Melissa de la Cruz. Le roman fait le pont entre les second téléfilm et le troisième. Il dévoile que Uma et Hadès se sont rencontrés et donne plus d'informations sur le début des voyages de Mal et sa bande sur l'ile.
Le téléfilm aura aussi droit à une novélisation à destination du jeune public ainsi que plusieurs adaptations comme des livres d'activités ou le Villain Kids' Guide for New VKs.